# Лятецька Людмила Володимирівна
Лятецька Людмила Володимирівна (7 листопада 1941, Сімферополь — 16 червня 2020) — українська лікарка. Головна лікарка Херсонської дитячої обласної клінічної лікарні, Герой України.

## Нагороди
- Звання «Герой України» з врученням ордена Держави (21 серпня 2009) — за визначні особисті заслуги перед Українською державою у розвитку охорони здоров'я, впровадження сучасних методів діагностики і лікування, багаторічну самовіддану працю[1]
- Нагороджена орденом «Знак Пошани» (1978), орденом Трудового Червоного Прапора (1986) (СРСР)
- Заслужений лікар України (15 січня 1996) — за вагомий внесок у розвиток охорони здоров'я, впровадження сучасних методів діагностики і лікування, високу професійну майстерність[2]
- Почесна грамота Кабінету Міністрів України (15 листопада 1999)[3]